# 붉은등때까치

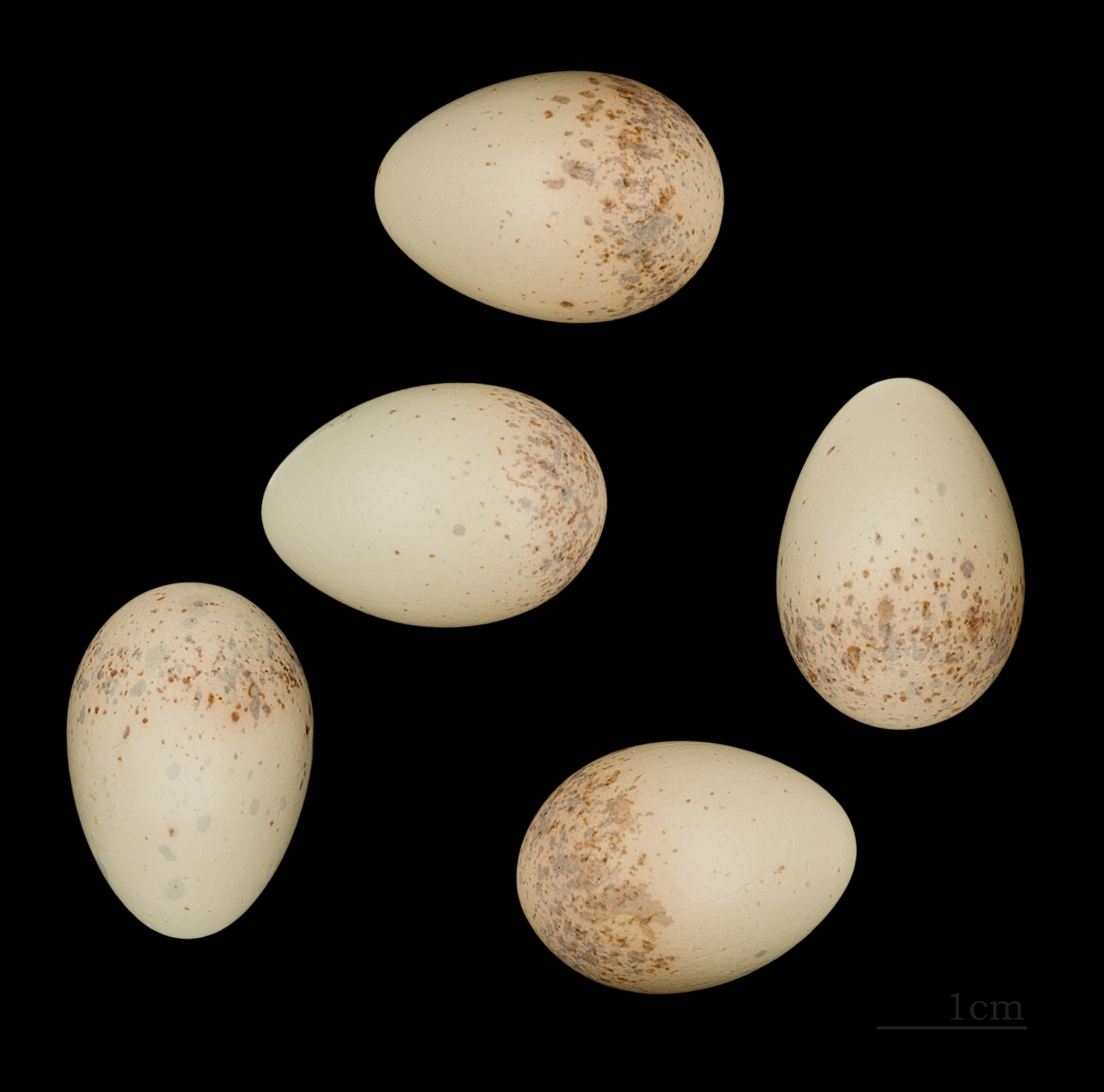
알.

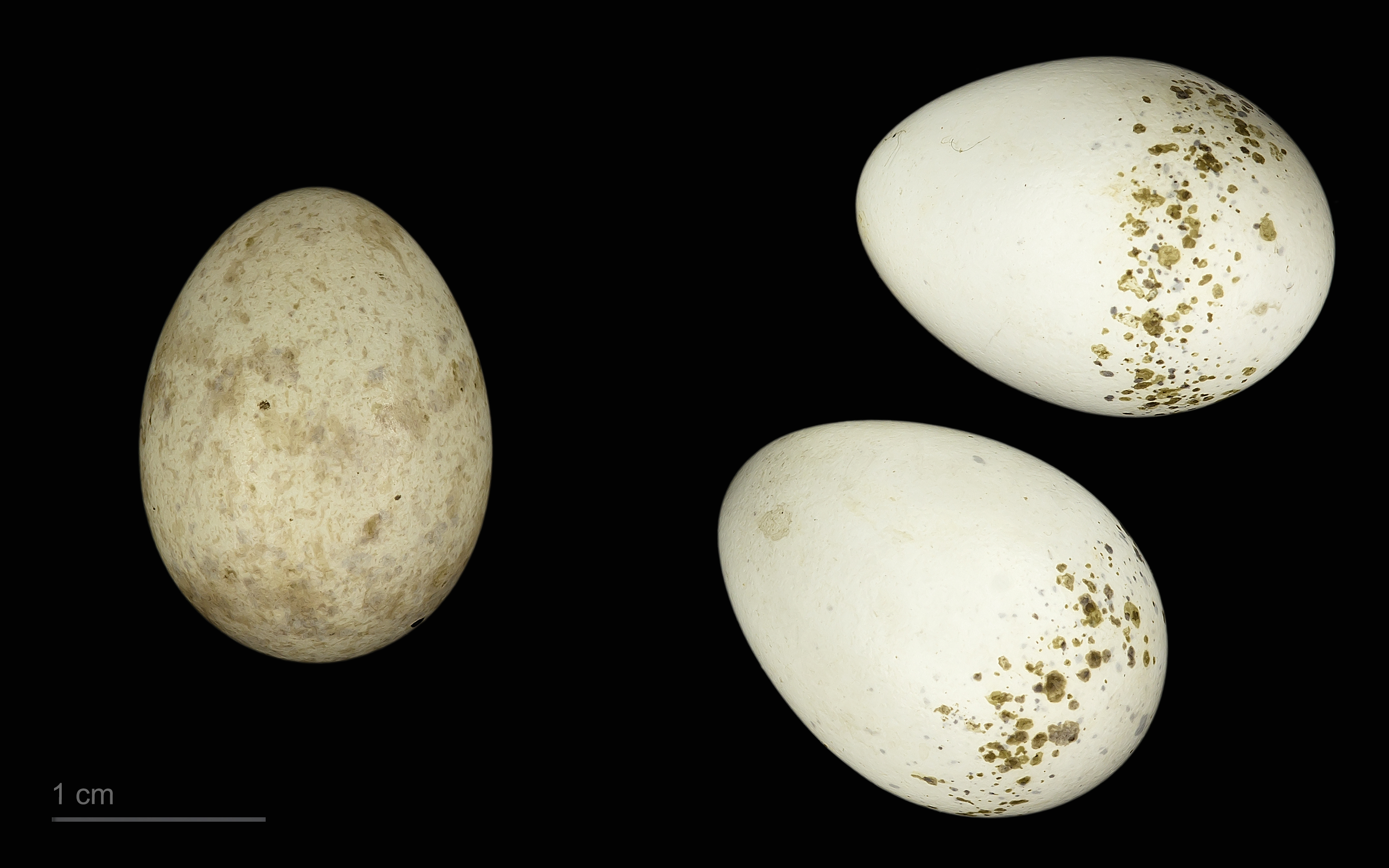
Cuculus canorus canorus + Lanius collurio

붉은등때까치(red-backed shrike, Lanius collurio)는 때까치과에 속하는 철새이다.

## 개요
붉은등때까치는 16~18 센티미터 (약 6.3~7.1 인치) 길이의 철새로서 커다란 곤충, 작은 새, 개구리, 설치류, 도마뱀을 먹는다.
수컷 윗부분의 색은 붉다. 머리는 회색이고 눈 주변은 검은 줄무늬가 있다. 아랫 부분은 분홍빛을 내며 꼬리는 흑백 패턴이다. 암컷과 어린 것들은 윗부분이 갈색이다.

## 분포
유럽 대부분의 지역과 서아시아에서 새끼를 낳고 열대 아프리카에서 겨울을 난다. 전 세계 규모 면에서는 관심대상종(LC)으로 분류되어 있으나, 일부 지역에서는 개체수가 가파르게 감소하고 있다. 대한민국에서는 2004년 전남 신안 홍도에서, 2005년 흑산도에서 관찰된 기록이 있다.